# متلازمة جولدينهار
متلازمة جولدينهار (بالإنجليزية: Goldenhar syndrome)‏ هي عبارة عن عيب خلقي نادر يتميز بعدم اكتمال نمو الأنف، الأذن، اللهاة، الشفة والفك السفلي، وَيُصاحب هذه المتلازمة شذوذ في نمو القوس الخيشومي الأول والثاني. هذه الحالة تصيب ما بين 1 من كل 3500 ل 1 من كل 26000 من المواليد في المملكة المتحدة.

## التنسب
تم توثيق هذه المتلازمة في عام 1952 على يد " موريس جولدينهار "(1924-2001).

## الأعراض
العلامات الأساسية لمتلازمة جولدينهار هي عدم اكتمال نمو الأنف، الأذن، اللهاة، الشفة والفك السفلي غالبا في ناحية واحدة من الجسم.
بالإضافة بعض المرضى قد يصابون بمشاكل في نمو الأعضاء الداخلية؛ خاصة الكبد، الكليتين والرئتين.
عادة هذا العضو إما انه لا يوجد في جهة واحدة من الجسم وإما أن يكون ضامر النمو.

## الأسباب
أسباب هذه المتلازمة غير معرفة إلى حد كبير، مع ذلك يعتقد بأنها متعددة الأسباب.

## العلاج
يقتصر على التدخل الجراحي حيث أنه من الممكن أن يكون ضروريا لمساعدة الطفل على النمو على سبيل المثال:
إصلاح الحنك/الشفة المشقوقة، أصلاح العيوب الخلقية في القلب، إلخ.

## وصلات خارجية
- متلازمة جولدينهار